# Jean-Pierre de Beaulieu

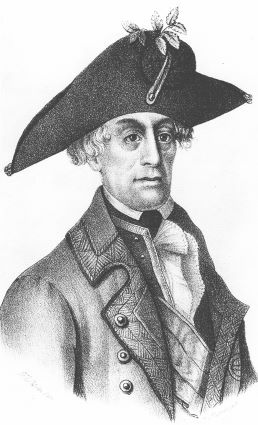
Johann Peter Beaulieu (1725–1819)

Jean-Pierre Freiherr de Beaulieu (* 26. Oktober 1725 in Lathuy, Brabant; † 22. Dezember 1819 in Linz, Österreich) war ein österreichischer Feldzeugmeister. Er wurde 1792 Inhaber des Infanterie-Regiments Nr. 31  und erhielt stattdessen 1794 das Infanterie-Regiment Nr. 58.

## Leben
Jean-Pierre de Beaulieu trat 1743 in die österreichische Armee ein und erwarb sich seit 1757 als Generaladjutant des Feldmarschalls Daun während des Siebenjährigen Kriegs in den Schlachten bei Kolin, Breslau, Leuthen, Hochkirch u. a. den Rang eines Oberstleutnants im Generalstab sowie den Freiherrentitel.
Während der folgenden langen Waffenruhe machte Beaulieu auf seinem Schloss in Belgien Kunststudien und erhielt den Auftrag, die kaiserlichen Lustschlösser zu verschönern. 1768 wurde er als Oberst beim Militärgouvernement der Niederlande in Mechelen angestellt.
Nach Ausbruch der Brabanter Revolution befehligte er ein österreichisches Korps und trug viel zu der schnellen Unterdrückung des Aufstandes bei, was ihm am 31. Mai 1790 (mit Rang vom 14. März 1789) die Beförderung zum Generalmajor eintrug. Der französische Revolutionskrieg vermehrte seinen Feldherrnruhm und so avancierte er bereits am 19. Oktober 1790 zum Feldmarschallleutnant.
Am 29. April 1792 vom General Biron in der Nähe von Mons (Quaregnon) mit 12.000 Mann angegriffen, schlug er am folgenden Tag den Feind bei Quiévrain, verfolgte ihn bis vor die Tore von Valenciennes und verteidigte unter dem Herzog Albert von Sachsen-Teschen die niederländische Grenze gegen die Einfälle der Franzosen. In der Schlacht bei Jemappes (6. November 1792) führte er den linken Flügel und deckte den Rückzug.
Auch in den folgenden Feldzügen 1793–95 leistete er wertvolle Dienste. 1795 war Beaulieu Generalquartiermeister der Rheinarmee unter Clerfait, wurde am 4. März 1796 Feldzeugmeister und am 17. März Oberbefehlshaber des Heeres in Italien. In der Schlacht bei Montenotte dehnte er seine Linie zu sehr aus, um Genua zu decken, und wurde daher von Bonaparte geschlagen. Nach der Schlacht bei Lodi (10. Mai 1796) warf er die Hälfte seines Heers nach Mantua und zog sich über den Mincio zurück. Nach der Schlacht von Borghetto (30. Mai) wurde er abberufen und durch General Wurmser ersetzt. Beaulieu schied aus dem Militärdienst aus und lebte als Privatier auf seinem Gut bei Linz, wo er am 22. Dezember 1819 starb.